# Skrovnik
Skrovnik je naselje v Občini Sevnica.